# Enquêté
Un enquêté est, pour les sciences sociales et le marketing, une personne sur laquelle un enquêteur conduit une enquête, qu'elle soit ou non informée de l'existence de cette enquête. On parle d'échantillon quand plusieurs de ces personnes sont considérées comme un ensemble.